# Barquisimeto Top Festival 2008
Fue un festival musical cuyas premiaciones fueron otorgadas por aclamación popular organizado en la ciudad de Barquisimeto, Venezuela. En el cual se entregaban 4 tipos de premiaciones: Estatuilla de Bronce, Estatuilla de Plata, Estatuilla de Oro y Estatuilla de Platino. En este Festival se presentaron artistas internacionales de alto prestigio y reputación. En su primera y única edición, el "Barquisimeto Top Festival" se desarrolló frente a más de 40.000 personas en el Complejo Ferial de Barquisimeto.

## Artistas Internacionales 1° Edición
- David Bisbal
- Carlos Vives
- Olga Tañon
- Tito el Bambino
- Silvestre Dangond
- Jorge Celedón
- El Binomio de Oro de América
- Kudai
- Fonseca
- Aventura
- Don Omar
- Wisin & Yandel
- Kudai
- RBD

## Artistas Nacionales 1° Edición
- Victor Muñoz
- A.5
- Servando y Florentino
- Tecupae
- Omar Enrique
- Billos Caracas Boys
- Colina
- Frank Quintero
- Yordano
- Karina
- Voz Veis
- Bayve

- Datos: Q5719860